# Ordinacions sobre lo fet de la mar

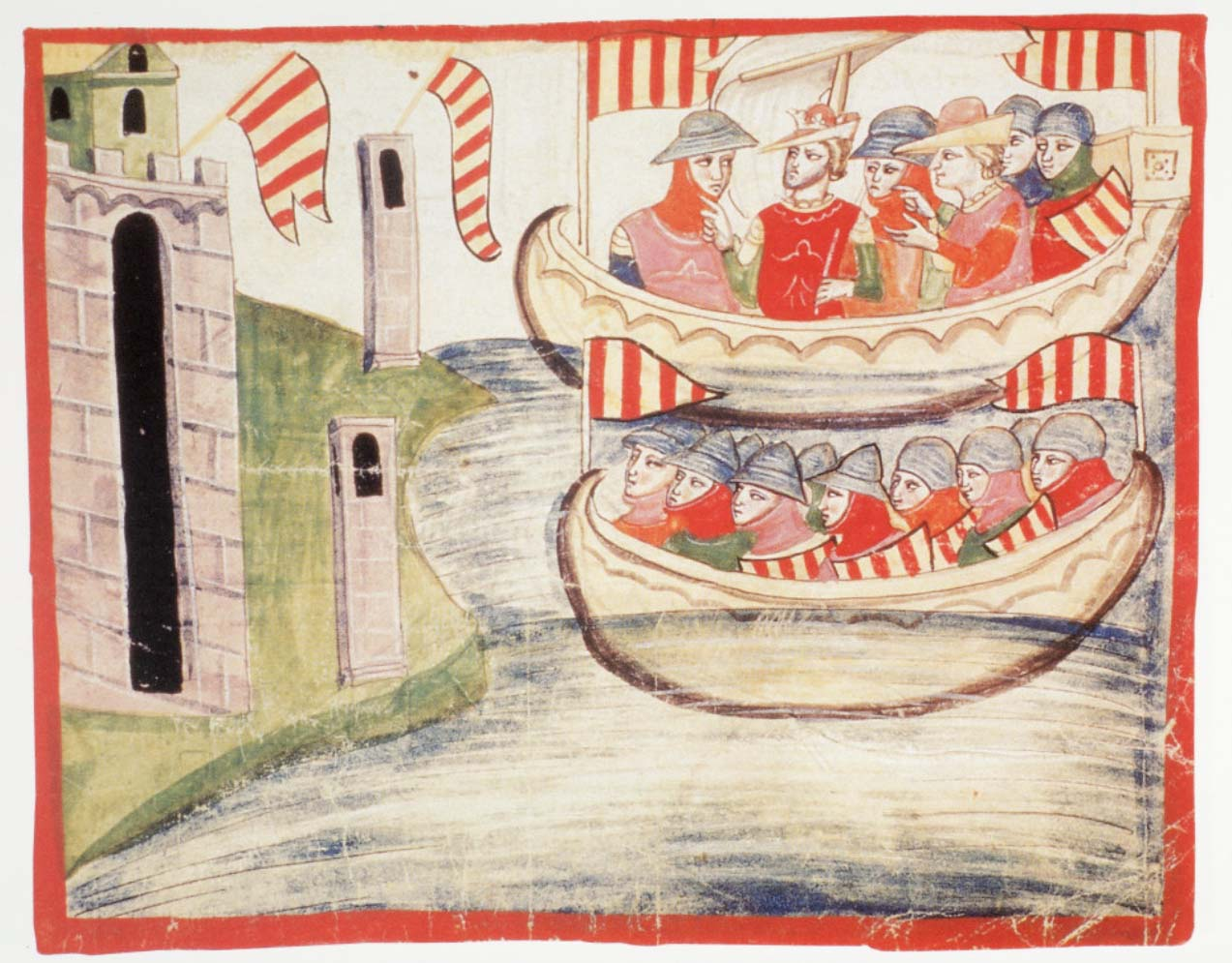
Desembarcament de Pere el Gran a Trapani

Ordinacions sobre lo fet de la mar és la denominació historiogràfica d'uns textos legislatius redactats per Bernat II de Cabrera Capità General de les armades de la Corona d'Aragó i aprovats pel rei Pere el Cerimoniós el 1354. Aquestes ordinacions, juntament amb el Llibre del Consolat de Mar, foren molt importants en el desenvolupament i administració de la Marina Catalana.

## Resum general

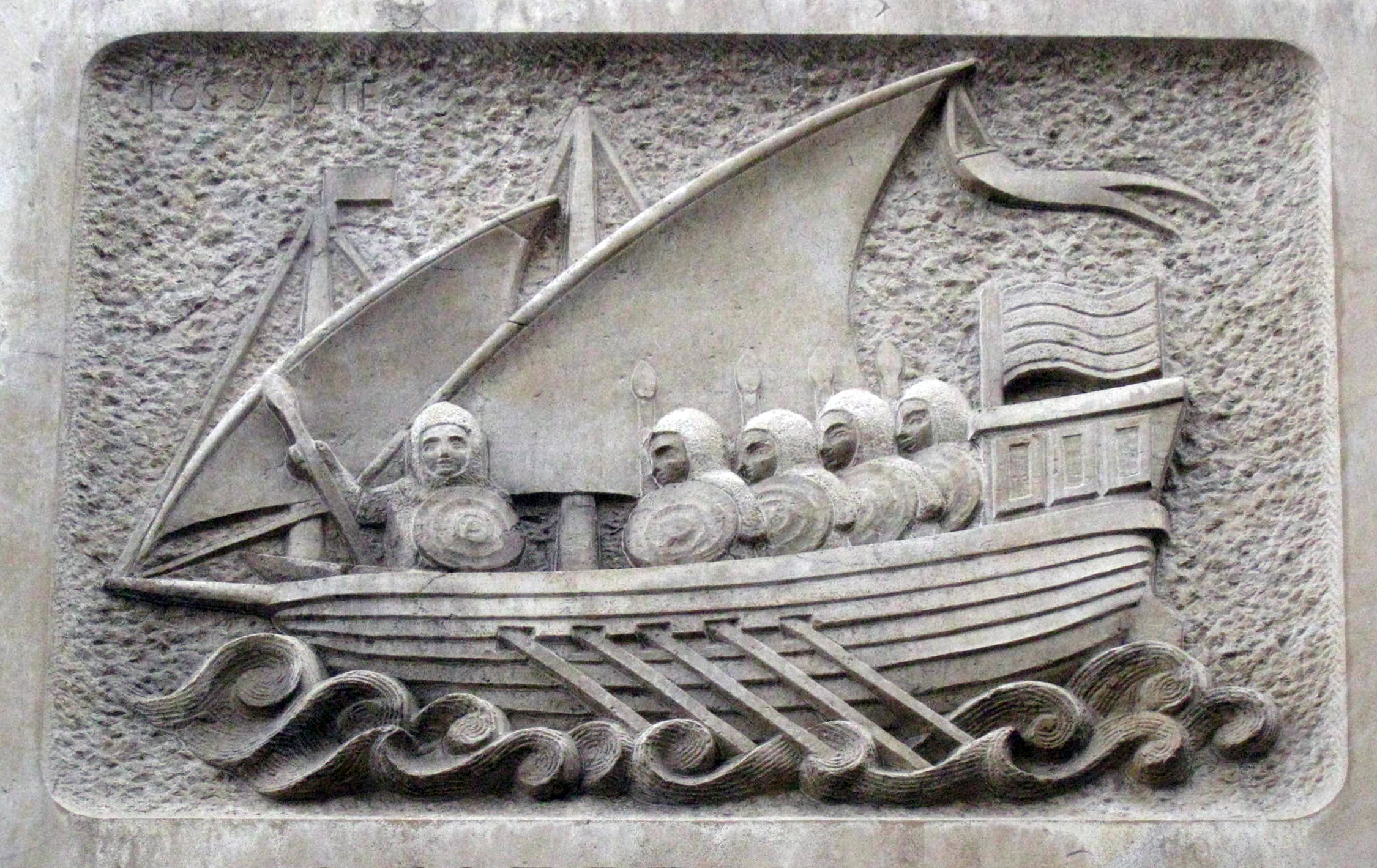
Roger de Llúria, de Joaquim Ros i Sabaté, al carrer homònim que té dedicat a Barcelona

En el regnat de Pere el Cerimoniós foren aprovades un conjunt de normes destinades a regular el funcionament de diverses actuacions marítimes de caràcter militar. Tant per a estols de galeres oficials, com per a vaixells destinats al cors.
En època posterior, aquestes lleis foren publicades per Antoni de Capmany, en ordre cronològic.
- Les ordinacions esmentades poden consultar-se en diversos llibres digitalitzats.[1][2]
- Un resum i interpretació del mateix Capmany pot llegir-se a l'obra de referència.[3]

### Documents de les ordinacions anteriors
La relació (gairebé) cronològica dels documents publicats per Capmany és la següent:
- Document 1. 1354. Ordinacions sobre lo fet de la mar, redactades per Bernat de Cabrera.
- Document 2. Sense data. Ordinació dels salaris e forniments dels acordats de les armades.
- Document 3. Ordinacions de les taules reyals de acordar.
- Document 4. Ordinació sobre la manera dels acordats de la nova armada reyal de 1359.
- Document 5. Ordinació sobre los salaris e pagues de les armades reyals en 1361.
- Document 6. Ordinació dels deputats del General de Catalunya e Malorques en 1363.
- Document 7. Capitula conventa inter dominum regem Petrum et deputatos Cathaloniae et Maioricarum.
- Document 8. Officium capitania generalis omnium armatarum regalium. Concessum nobili Gilaberto de Crudilis consiliario. Anno 1373.
- Document 9. Ordinació reyal sobre la manera del navegar en temps de guerra. Any 1354.
- Document 10. Ordinacions sobre certas reglas ques deuen tenir en los armaments de corsaris particulars.
- Document 11. Provisio regia facta in favorem cursariorum et aliorum armatorum super fugitivis. 1367.
- Document 12. Reyal manament perque alcú no navech sino per la costera per temor d'una armada genovesa que descubria per la mar en 1356.
- Document 13. De potestate et jurisdictione officii capitanei generalis armatorum domini regis. Any 1375.

## Document 1:Ordinacions sobre lo fet de la mar

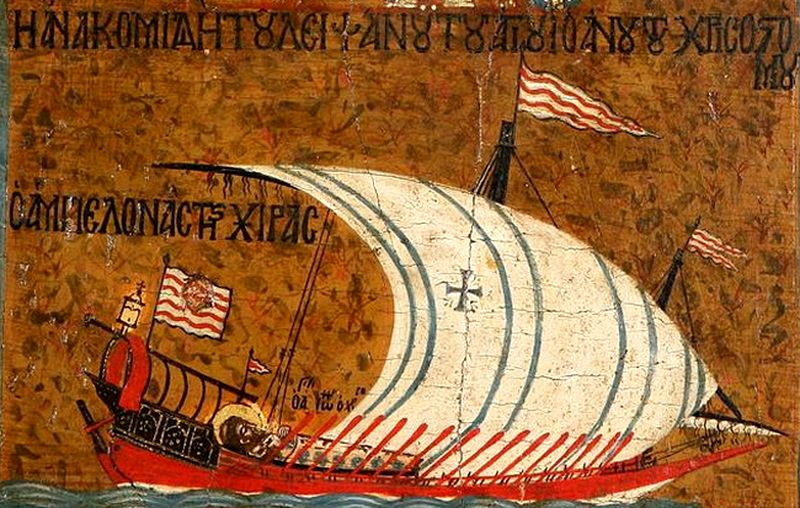
Galiota catalana en una icona d'estil romà d'Orient no identificat. Probablement del.

L'obra està dividida en capítols curts, amb numerals romans. A continuació es presenten els títols dels capítols, numerats en xifres aràbigues i modificats en part per a facilitar-ne la comprensió.

### Capítols 1-20
1. Com deu estar lo Capità a la Batalla.
2. De ço quels Visalmiralls deuen fer.
3. De ço quels Patrons deuen fer.
4. Del elegir los Còmits, è de ço que deuen fer.
5. Contra los Còmits qui perdran Galées per mal regiment lur
6. Contra los Còmits qui no ferran (feriran) ab la lur Galéa a la batalla
7. De ço quels Còmits han a fer per lur ofici.
8. Contra los Còmits qui s'embriagarán.
9. Quels Còmits no fereixin les gents amb llances ne ab darts.
10. En qual manera los Còmits deuen tenir esguart que les companyes (tripulacions) nols fugen.
11. Quels Còmits no gosen jaure fora la Galea aprés que haie saludat.
12. Contra aquells qui serán desobedients, ó diran injuries als Còmits.
13. De avolotament contra els Còmits.
14. Contra aquells quis partiran de l' Estol sens licencia.
15. Contra els Patrons els Còmits quis partiran de l' Estol sens licencia.
16. Contra los que cridan avolotadament la paga, ó loch per anar a desarmar.
17. De conexer les Galées del Capitá e deis Visalmiraylls.
18. Que negun acordat no perda peu ni puny.
19. Quels Notxers é Prohers puguen vendre vi sots certa forma.
20. Contra aquells qui acordadament fugen a les Armades.

### Capítols 21-30
1. Que nengú no gos pendre teraçània (anar a terra), sino en certa forma.
2. Com deuen navegar les Galées del Estol en temps de fortuna (mala mar), ò de foscha nit.
3. Quels Cómits è Timoners deuen vetlar i tenir asguart que una Galéa nos embarch ab l'altra.
4. Contra aquells qui dues o més pagues o senyals hauran preses de les Taules de acordar.
5. Contra aquells qui irán en conserva, è deixaran lur conserva perdre.
6. Contra les guaytes qui serán atrobades dorment en Galea.
7. Contra los Còmits que totes setmanes no regonexerán dejús cuberta lurs Galées.
8. Quels Visalmiraylls ordonen dues Galées a la guarda.
9. Quel Còmit de la Galea del Capitá, com l' Estol sera en posta, o tindrá escala en terra, ordón dues guardies en terra.
10. Quels Scrivans de les Galées guarden que null hom no júich (jugui) dejus cuberta de nits ne de dies.

### Capítols 31-34
1. Que tota Galea qui s'arm en la Senyoria del Senyor Rey haie haver les companyes è armes contengudes en aquest Capítol.
  - Cada galera havia de tenir:
    - patró
    - còmit
    - sota-còmit
    - vuit nauxers (notxers en l'original) (inclòs en els quals un escrivà)
    - trenta ballesters
    - vuit proers
    - sis cruïllers
    - sis aliers
    - sis espatllers
    - cent cinquanta sis remers

1. Que tot Cómit, abans que us de son offici sots certa pena haia haver translat d'aquesta ordinació.
2. Que null hom no gos portar bandera a son senyal aprés que haurà saludat, sino en la forma contenguda en aquest Capítol.
3. Moderació de les penes contengudes en la present Ordinació.

### Part final: els "laus"
Açó son los Laus qui s'acostumen de dir com lo Senyor Rey posa son Estendard per fer Armada de mar.
Les Laus (llaus o lloances) s'havien de fer amb gran solemnitat i les deia un mariner amb bona veu situat prop de la perxa on s'hissava l'estendard reial. Les Laus del rei s'havien de cridar dues vegades, i les de l'Almirall, una:
| « | In Nomine Patris et Filii et Spiritus Sancti: Amen Per molts anys la vida è la gran honor del molt Alt Poderós Princep è Senyor, lo Senyor en Pere, per la Gracia de Deu, rey d'Aragó, de Valencia, de Malorques, de Sardenya è de Córsega, è Comte de Barchelona, de Rossello, è de Cerdanya, que Deus salv è mantenga. La gran victoria è la gran honor del molt Noble en Bernat de Cabrera Capitá General del molt Alt, è molt Poderós Princep è Senyor, lo Senyor Rey d'Aragó, que Deus salv è mantenga. | » |

## Document 2:Ordinació dels salaris e forniments dels acordats de les armades
Aquest document determina els salaris dels tripulants acordats (enrolats en una galera), l'armament necessari i les provisions estipulades per a una campanya de quatre mesos.

### Salaris
NOTA: 1 lliura de Barcelona = 20 sous
Almirall o capità: 40 sous diaris, de Barcelona (aproximadament 240 lliures per 4 mesos)
Visalmirall: 150 lliures de Barcelona, per 4 mesos
Patró: 50 lliures per 4 mesos
Escrivà de l'estol: 25 lliures per 4 mesos
Algutzir de l'estol: 15 lliures per 4 mesos
Còmit: 34 lliures per 4 mesos
Sota-còmit: 16 lliures per 4 mesos
Notxers: N'hi havia 8 per cada galera. Sota aquesta categoria i salari calia incloure 1 escrivà de galera, 1 mestre d'aixa, 1 mestre calafat i 1 mestre remolar.

El salari d'un nauxer era de 12 lliures per 4 mesos. Als mestres d'aixa, calafats i remolars se’ls avançava una lliura per als seus equipaments especials. A més podien cobrar un suplement a criteri de l'almirall o capità.
Ballesters: 10 lliures per 4 mesos
Proers: 8 per galera; 10 lliures per 4 mesos
Aliers: 6 per galera; 10 lliures per 4 mesos
Cruïllers: 4 per galera; 8 lliures per 4 mesos
Espatllers: 6 per galera; 8 lliures per 4 mesos
Remers simples: 154 per galera; 6 lliures per 4 mesos
Trompeta: 15 lliures per 4 mesos
Metge o barber: 15 lliures per 4 mesos
Joglars de l'estol: 2 trompadors, 1 trompeta, 1 cornamusa, 1 tabaler; 15 lliures per 4 mesos més suplements

### Queviures
L'únic queviure esmentat és el bescuit.

En una campanya militar, un vaixell de guerra ha d'anar proveït d'aigua i de queviures. El bescuit és l'aliment que cal pagar i justificar-ne la despesa. L'aigua es pot considerar gratuïta encara que cal disposar d'un botam adequat i d'un boter embarcat a bord que pugui mantenir les botes en bon estat.
- El mestre boter es comptava i cobrava com un nauxer. Hi havia 8 nauxers per galera.